# Барух Блумбърг
Барух Самюел Блумбърг (на английски: Baruch Samuel Blumberg), известен и като Бари Блумбърг, е американски лекар и генетик. Носител на Нобеловата награда за физиология или медицина през 1976 г. заедно с Даниъл Карлтън Гайдъшек за работата си върху вируса на хепатит B, докато е изследовател в Националния институт по здравеопазване на САЩ. Той е президент на Американското философско общество от 2005 г. до смъртта си.
Блумбърг и Гайдъшек получават Нобеловата награда за откриването на „нови механизми за възникване и разпространение на инфекциозни болести“. Блумбърг идентифицира вируса на хепатит В и по-късно разработва диагностичен тест и ваксина за него.

## Биография
Блумбърг е роден в Бруклин, Ню Йорк, в семейството на Айда (Симоноф) и Майер Блумбърг, адвокат. Учи в гимназията Фар Рокауей в Куинс, която в началото на 40-те години на 20 век са завършили други двама нобелови лауреати – Бъртън Рихтер и Ричард Файнман. Блумбърг служи като палубен офицер от Военноморските сили на САЩ по време на Втората световна война. След това посещава Юниън Колидж в Скънектади, Ню Йорк, който завършва с отличие през 1946 г.
Първоначално приет в магистърската програма по математика в Колумбийския университет, Блумбърг се прехвърля медицина и се записва в Колумбийския колеж за лекари и хирурзи, от който получава своята докторска степен през 1951 г. Той остава в Колумбийския презвитериански медицински център през следващите четири години, първо като стажант, а след това като резидент. След това се премества в Оксфордския университет и започва дипломна работа по биохимия в Бейлиъл Колидж, от който получава докторска степен през 1957 г.
През 50-те години на миналия век Блумбърг пътува по света, вземайки проби от човешка кръв, за да изследва генетичните вариации у хората, като се фокусира върху въпроса защо някои хора се заразяват с болест в дадена среда, докато други не. През 1964 г., докато изучава жълтеницата (хепатит), той открива повърхностен антиген за хепатит В в кръвта на австралийски абориген, поради което антигенът първоначално е наречен „австралийски антиген“. Изследванията му по-късно доказват, че вирусът може да причини рак на черния дроб. Блумбърг и неговият екип успяват да разработят скринингов тест за вируса на хепатит В, за да предотвратят разпространението му при кръводаряване, и разработват ваксина. По-късно Блумбърг разпространява свободно своя патент за ваксина, за да насърчи разпространението й от фармацевтичните компании. Внедряването на ваксината намалява процента на заразяване с хепатит B при деца в Китай от 15% на 1% за 10 години.

През 1964 г. Блумбърг става член на Института за изследване на рака към Изследователския институт на болница „Ланкенау“ във Филаделфия, известен днес като Институт за медицински изследвания „Ланкенау“. Той заема и позицията на университетски преподавател по медицина и антропология в Университета на Пенсилвания от 1977 г. Едновременно с това е магистър на Бейлиъл Колидж от 1989 до 1994 г. Избран е за сътрудник на Американската академия на изкуствата и науките през 1990 г. От 1999 до 2002 г. Блумбърг е и директор на Института по астробиология на НАСА в Изследователския център Еймс в Мофет Фийлд, Калифорния.
През 1992 г. Блумбърг участва в основаването на Фондация „Хепатит Б“, организация с нестопанска цел, посветена на намирането на лек за хепатит Б и подобряването на живота на засегнатите от болестта по света.
Блумбърг умира на 5 април 2011 г., малко след като изнася реч на изследователския семинар на Международния лунен изследователски парк, проведен в изследователския център „Еймс“ на НАСА.